# Flemington (Geòrgia)
Flemington és una població dels Estats Units a l'estat de Geòrgia. Segons el cens del 2000 tenia 369 habitants.

## Demografia
Segons el cens del 2000, Flemington tenia 369 habitants, 148 habitatges, i 96 famílies. La densitat de població era de 30,2 habitants/km².
Dels 148 habitatges en un 34,5% hi vivien nens de menys de 18 anys, en un 48% hi vivien parelles casades, en un 12,2% dones solteres, i en un 35,1% no eren unitats familiars. En el 29,7% dels habitatges hi vivien persones soles el 4,7% de les quals corresponia a persones de 65 anys o més que vivien soles. El nombre mitjà de persones vivint en cada habitatge era de 2,49 i el nombre mitjà de persones que vivien en cada família era de 3.
Per edats la població es repartia de la següent manera: un 26,8% tenia menys de 18 anys, un 11,1% entre 18 i 24, un 38,2% entre 25 i 44, un 16,8% de 45 a 60 i un 7% 65 anys o més.
L'edat mediana era de 34 anys. Per cada 100 dones de 18 o més anys hi havia 101,5 homes.
La renda mediana per habitatge era de 37.917 $ i la renda mediana per família de 53.125 $. Els homes tenien una renda mediana de 32.250 $ mentre que les dones 26.875 $. La renda per capita de la població era de 16.638 $. Entorn del 8% de les famílies i el 10,9% de la població estaven per davall del llindar de pobresa.

## Poblacions més properes
El següent diagrama mostra les poblacions més properes.